# Szkoła Podstawowa im. Karola Miarki w Pielgrzymowicach
Szkoła Podstawowa im. Karola Miarki w Pielgrzymowicach – szkoła podstawowa znajdująca się na terenie Pielgrzymowic.

## Historia szkoły
Najwcześniejsza informacja o szkole parafialnej w Pielgrzymowicach pochodzi z 1679 roku. W 1788 roku wybudowano szkołę dla uczniów z okolicznych wsi. W 1850 roku kierownikiem szkoły został Karol Miarka.

## Siedziba
Od 1994 roku Szkoła Podstawowa w Pielgrzymowicach mieści się w nowym budynku współdzielonym z gimnazjum.

## Dyrektorzy SP

### Po I wojnie światowej
- Paweł Paździor (1922)
- Józef Kurtycz (od 1923)

### po II wojnie światowej
- Franciszek Gazda
- Alfred Gumola
- Grzegorz Pycek
- Józef Brzezina
- Zyta Kapel (od 1975)
- Małgorzata Kiełkowska
- Andrzej Pilis (od 2007)